# ドリュー・ロモ
ドリュー・アーサー・ロモ（Drew Arthur Romo, 2001年8月29日 - ）は、アメリカ合衆国カリフォルニア州ファウンテンバレー出身のプロ野球選手（捕手）。右投両打。MLBのコロラド・ロッキーズ所属。

## 経歴

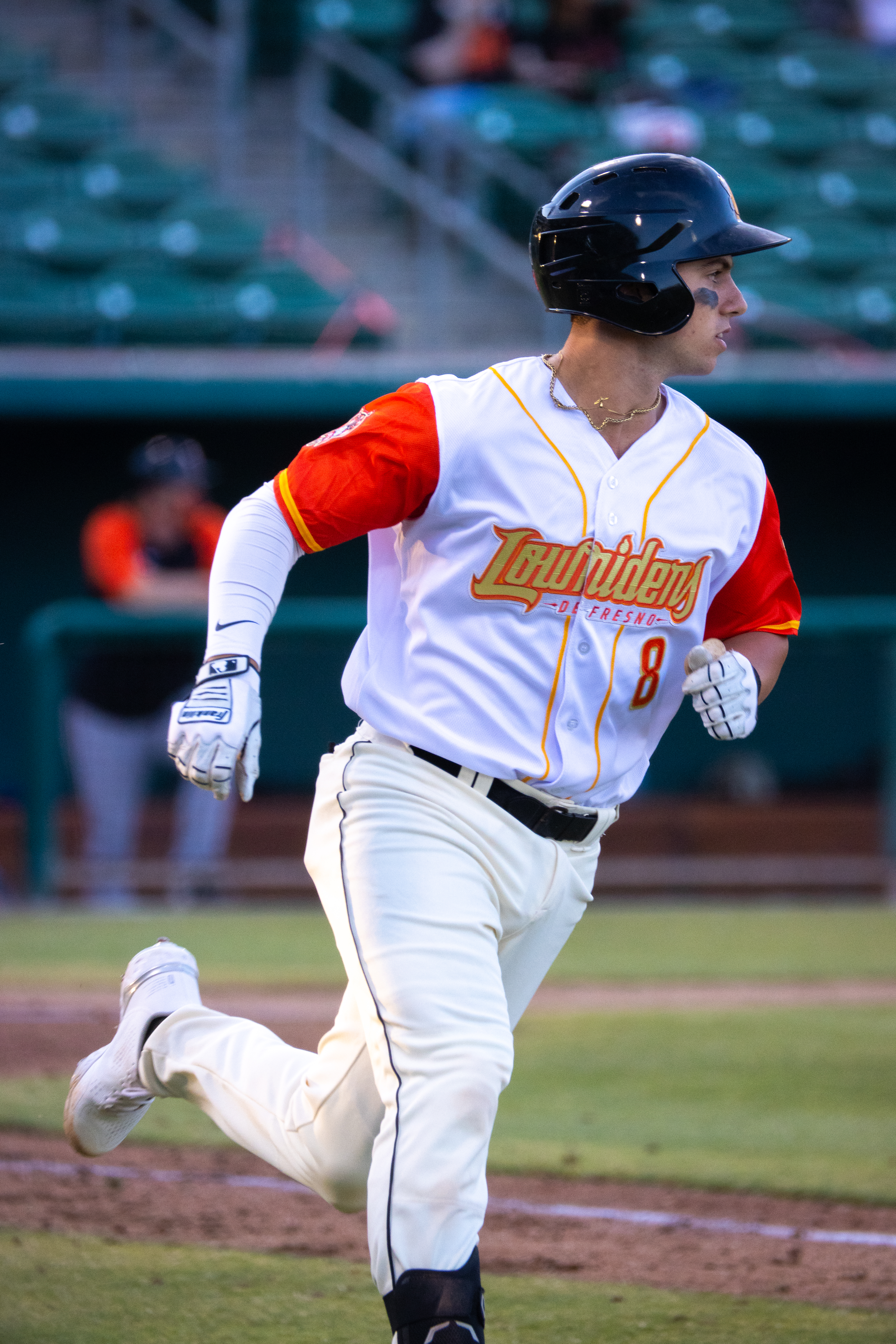
A級フレズノ・グリズリーズ時代
(2021年5月21日)

2020年のMLBドラフト1巡目戦力均衡ラウンドA（全体35位）でコロラド・ロッキーズから指名され、予定していたルイジアナ州立大学への進学を取りやめプロ入り。契約金は209万5800ドル。この年は新型コロナウイルスの影響でマイナーリーグの試合が開催されず、契約後は公式戦への出場はなかった。
2021年に傘下のA級フレズノ・グリズリーズでプロデビューし、79試合に出場して打率.314、6本塁打、47打点の成績を記録した。
2022年はA+級スポケーン・インディアンスで開幕を迎えた。

## 選手としての特徴
高校時代から守備力に定評があり、将来のゴールドグラブ賞受賞候補とされている。

## 人物
クリスチャンである。
幼少期はヒューストン・アストロズ、ニューヨーク・ヤンキースのファンだった。